# 18117 Jonhodge
Jonhodge (asteróide 18117) é um asteróide da cintura principal, a 2,1465979 UA. Possui uma excentricidade de 0,0872923 e um período orbital de 1 317,42 dias (3,61 anos).
Jonhodge tem uma velocidade orbital média de 19,42152247 km/s e uma inclinação de 1,13733º.
Este asteróide foi descoberto em 5 de Julho de 2000 por LONEOS.